# Skoupý (Petrovice)
Skoupý je malá vesnice, část obce Petrovice v okrese Příbram ve Středočeském kraji. Nachází se asi 2,5 kilometru severně od Petrovic. U vsi je provozován vápencový lom. Skoupý je také název katastrálního území o rozloze 3,78 km².

## Historie
První písemná zmínka o Skoupém pochází z roku 1470, kdy byla vesnice, původně v majetku milevského kláštera, připojena ke Zvíkovu. K němu patřila do roku 1581, kdy se jejím majitelem stal Adam z Kalenic, který z ní učinil centrum malého panství. Nejspíše právě Adam z Kalenic ve vsi založil tvrz připomínanou poprvé v roce 1623. Bývala převážně dřevěná a její obytná budova podle popisu z roku 1637 obsahovala jen jednu světnici a dvě komory.
Skoupské panství v roce 1596 získal Jakub Krčín, který je spravoval z Obděnic. Po Krčínově smrti vesnice připadla jedné z jeho dcer. V roce 1615 patřila Zikmundu Hložkovi ze Žampachu, kterému byla za účast na stavovském povstání v letech 1618–1620 zkonfiskována. V roce 1623 ji koupila Polyxena z Lobkovic.

## Těžba vápence
Od roku 1994 v místním lomu těží vápenec společnost Agir, která je dceřinou firmou švýcarské těžařské společnosti Agir AG. Jemně mletý vápenec s vysokým obsahem vápníku je používán v zemědělství při ošetření půdy a výrobě krmných směsí. Vápenec je využíván např. rovněž v úpravnách vod, čistírnách odpadních vod a pro čištění kouřových plynů nebo ve stavebnictví.

## Obyvatelstvo
| Rok            | 1869 | 1880 | 1890 | 1900 | 1910 | 1921 | 1930 | 1950 | 1961 | 1970 | 1980 | 1991 | 2001 | 2011 | 2021 |
| -------------- | ---- | ---- | ---- | ---- | ---- | ---- | ---- | ---- | ---- | ---- | ---- | ---- | ---- | ---- | ---- |
| Počet obyvatel | 227  | 197  | 219  | 203  | 189  | 191  | 181  | 142  | 123  | 126  | 92   | 87   | 66   | 74   | 75   |
| Počet domů     | 27   | 27   | 27   | 27   | 29   | 30   | 32   | 32   | 32   | 31   | 25   | 30   | 31   | 32   | 32   |

## Obecní správa
Při sčítání lidu v letech 1850–1979 Skoupý byl osadou obce Týnčany, se kterým patřil nejprve do okresu Sedlčany, ale od roku 1960 v okrese Příbram. Od 1. ledna 1980 je částí obce Petrovice v okrese Příbram.

## Pamětihodnosti
- Na návsi ve vesnici se nachází kaple.
- Vedle návesní kaple se nalézá kamenný kříž. U paty kříže je reliéfně zdobený motivem kalicha a jeho podstavec nese dataci 1894.
- U komunikace těsně před vesnicí se po pravé straně nachází dřevěný kříž. V jeho těsném sousedství je další drobný kříž na kamenném podstavci s datací 1929.
- Za vesnicí na návrší se nachází kříž rodiny Hejhalovy. Kříž má v kamenném soklu umístěnou podobenku tragicky zemřelého pana Hejhala. Ve štítku kříže je nápis: „Zde zahynul JIŘÍ HEJHAL 1974“
- U silnice do vesnice ve směru od Petrovic se u autobusové zastávky nachází dřevěný kříž s železným zpodobněním Krista a s drobnou soškou, zřejmě dodatečně upevněné na kříž.

## Galerie

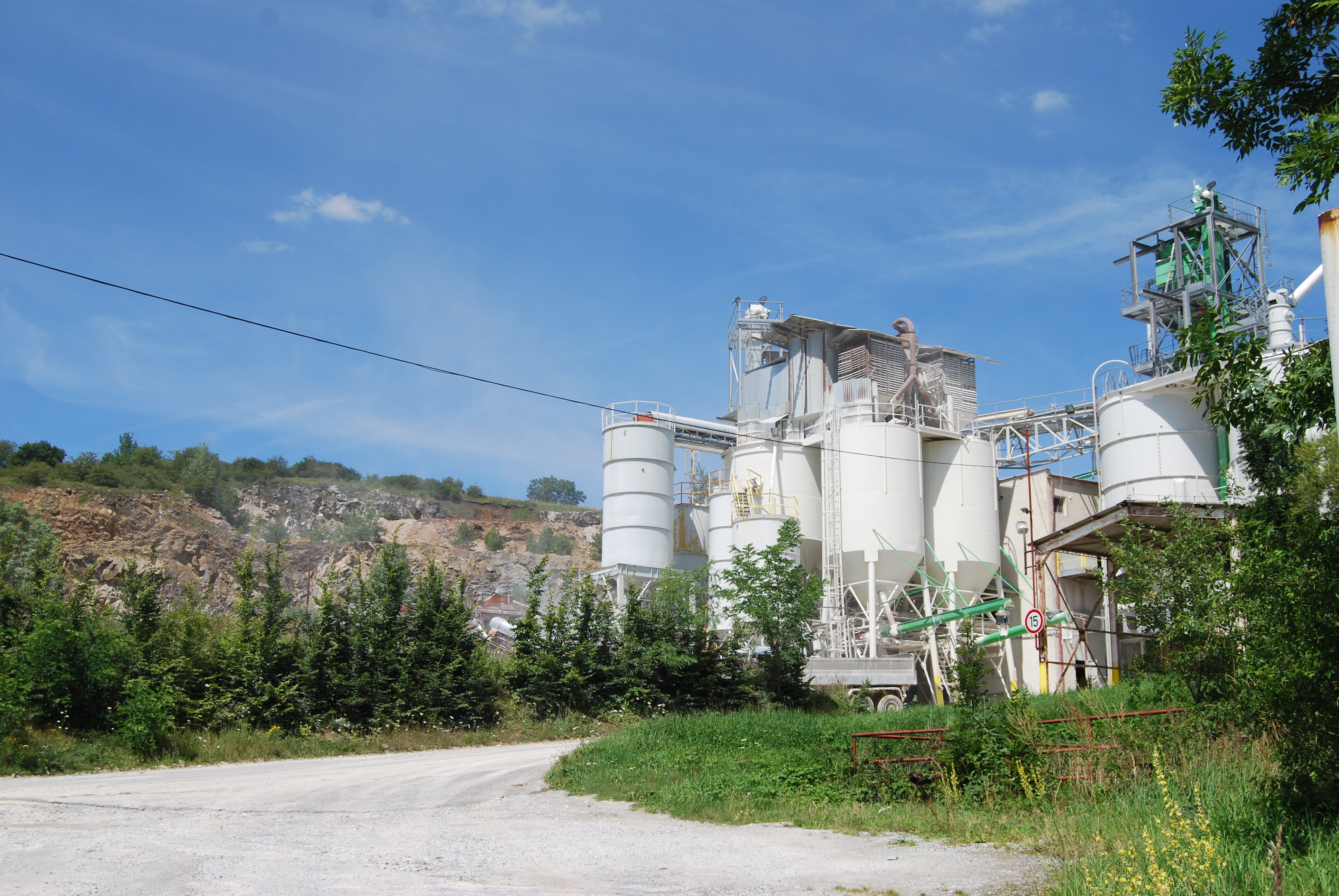
Lom ve vsi
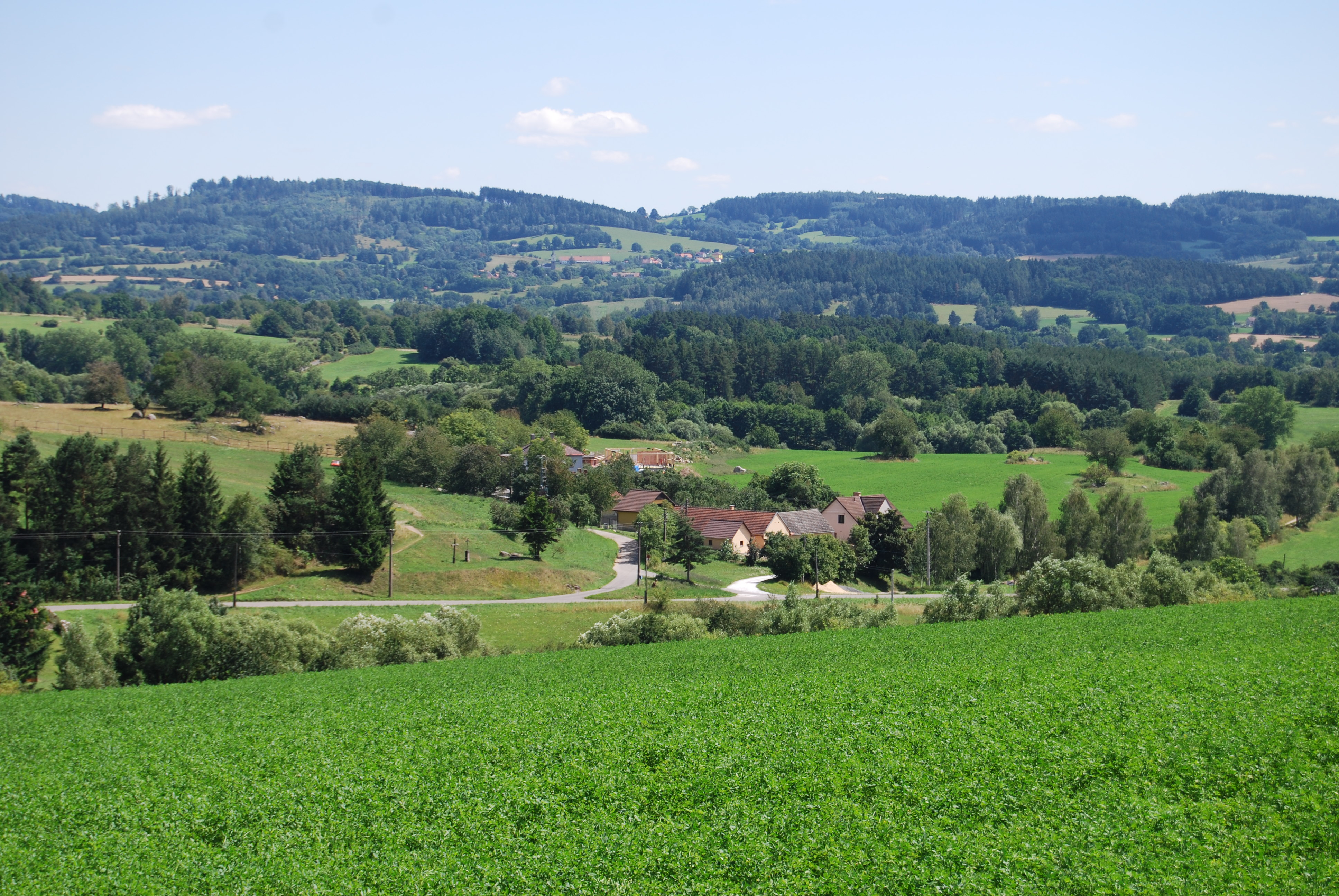
Pohled na okolí
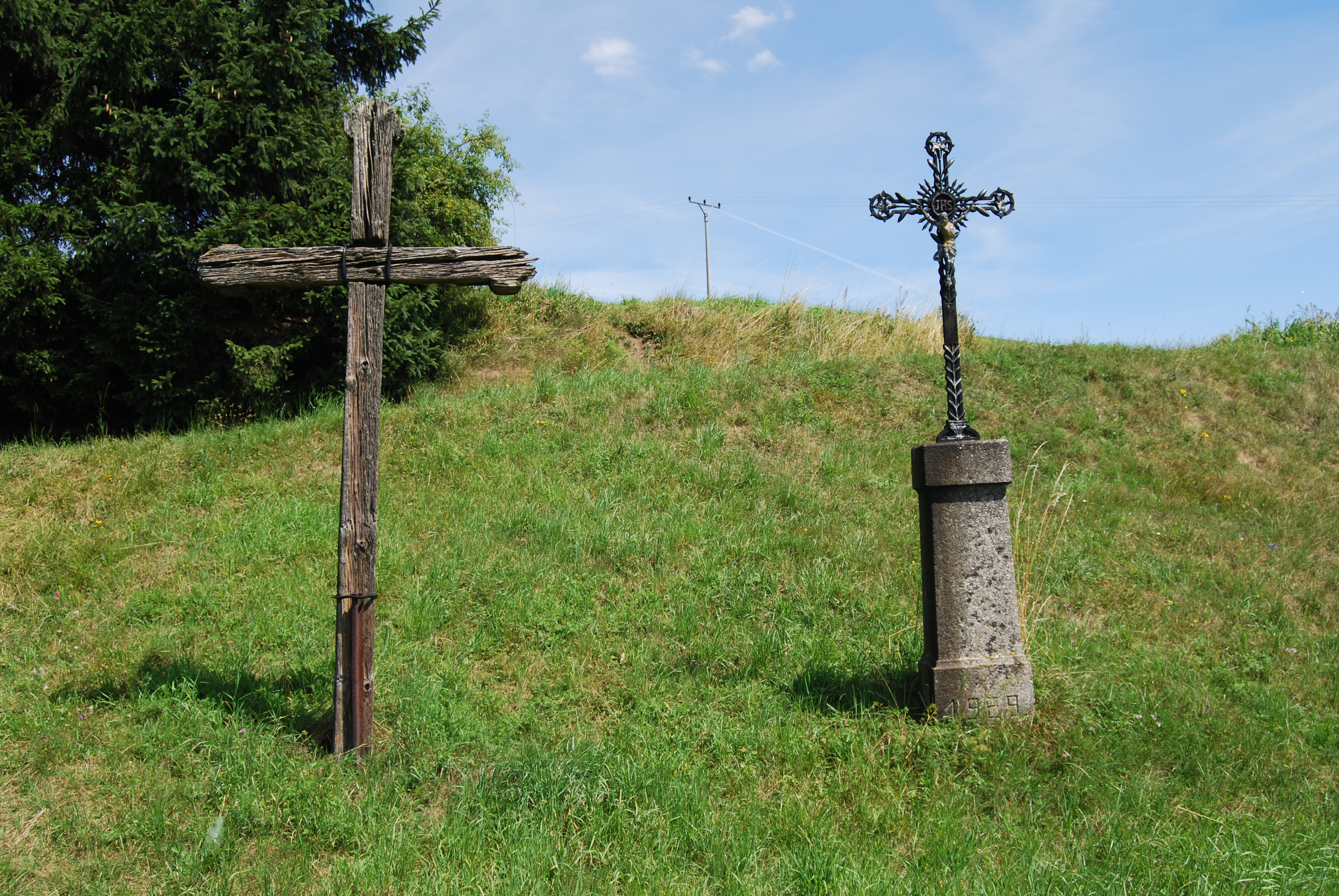
Kříže před vesnicí
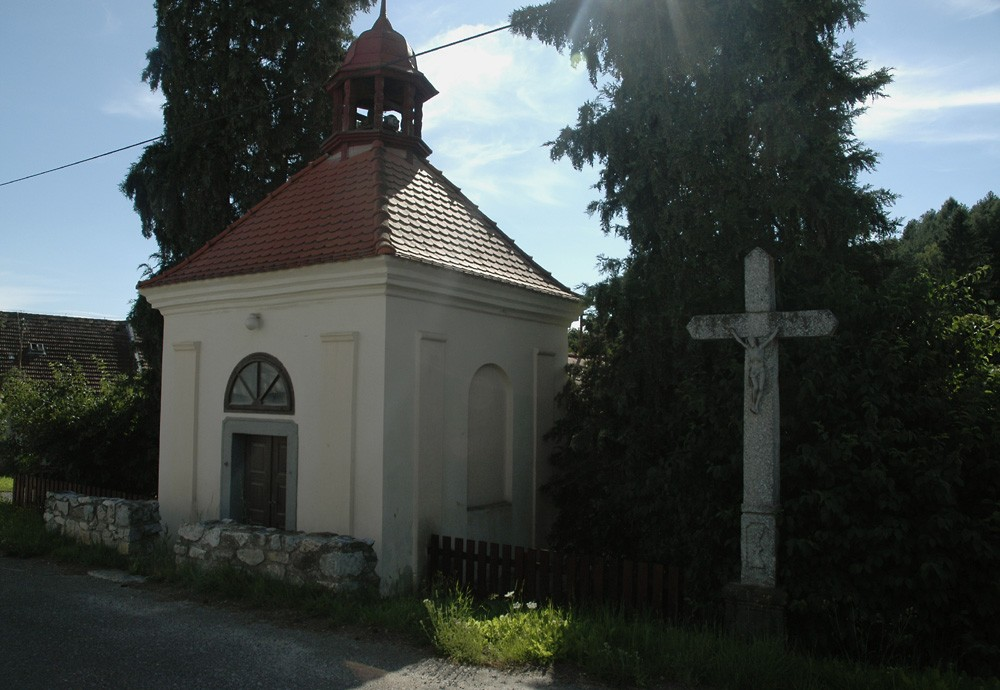
Návesní kaple
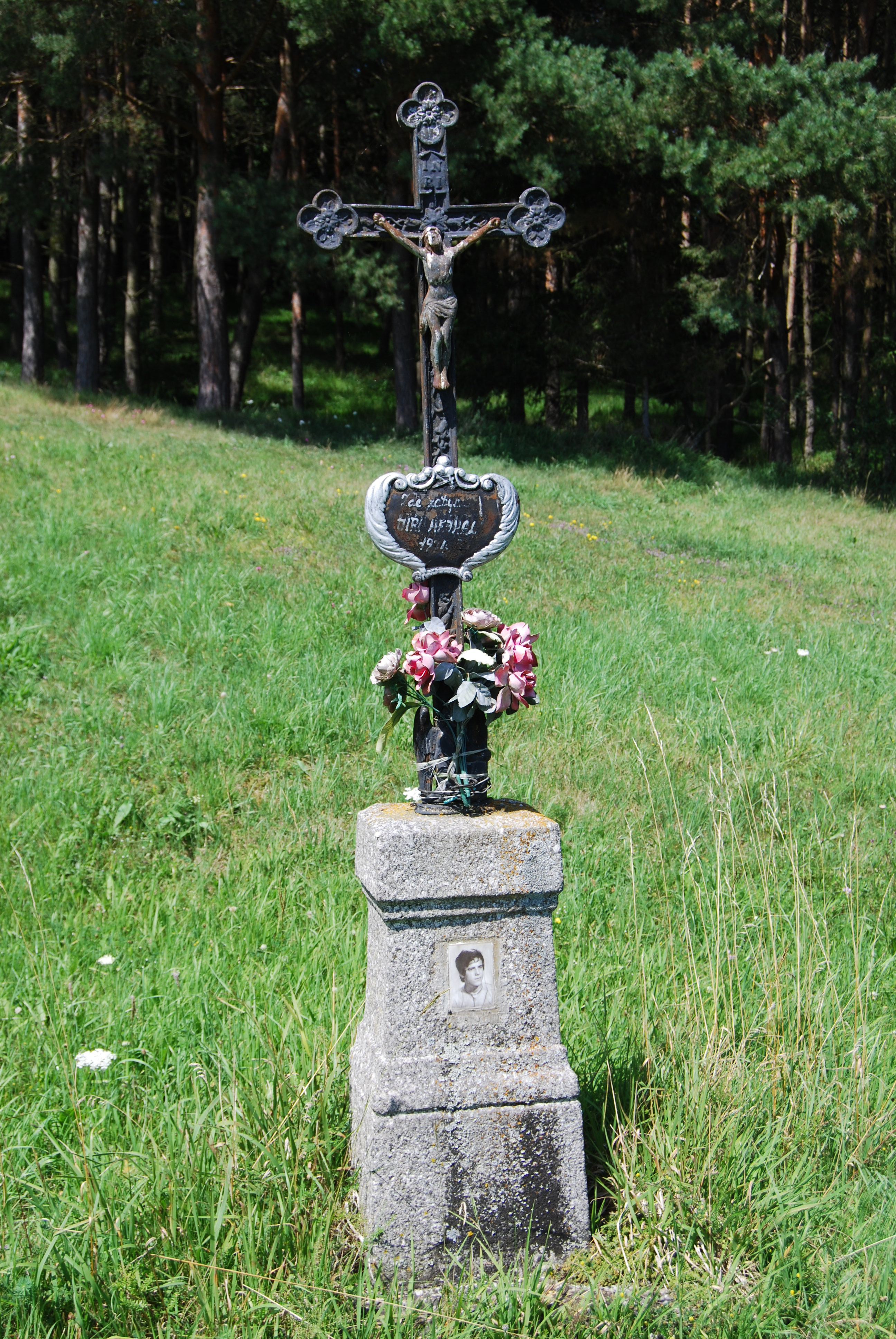
Hejhalův kříž